# بعثة التحقق في كوسوفو
بعثة التحقق في كوسوفو هي إحدى بعثات منظمة الأمن والتعاون في أوروبا للتحقق من أن القوات الصربية  والقوات اليوغوسلافية كانت ملتزمة باتفاقية أكتوبر لإنهاء الفظائع في كوسوفو وسحب القوات المسلحة من كوسوفو والالتزام بوقف إطلاق النار.

## اختصاص
كانت مهمة بعثة التحقق في كوسوفو هي مراقبة امتثال الأطراف للاتفاق والإبلاغ عن أي انتهاكات إلى منظمة الأمن والتعاون في أوروبا ومساعدة المدنيين المتضررين في كوسوفو. تشمل المتطلبات الأخرى:
- الإبلاغ عن حواجز الطرق؛
- للإشراف على الانتخابات؛
- ضمان إنشاء خدمة شرطة مستقلة وعادلة.[9]

## عمليات
تم تعيين الدبلوماسي الأمريكي ويليام ووكر رئيسًا للبعثة؛ لقد كان كبيرًا نسبيًا، مما يعكس الأهمية التي يوليها الناتو لتسوية سلمية. كان نائبه غابرييل كيلر.
على الرغم من كونها أكبر بكثير وأكثر تعقيدًا من أي مهمة سابقة لمنظمة الأمن والتعاون في أوروبا،  تم تجميع البعثة بسرعة نسبيًا. ووصل أجزاء من الفريق إلى كوسوفو بعد شهر من اتفاق 16 أكتوبر/تشرين الأول. قسمت البعثة إلى خمس مناطق، ومقرها في بريشتينا.
بعد الاتفاق مباشرة، لم يلتزم أي من الطرفين بوقف إطلاق النار؛ واصلت القوات الموالية للدولة إطلاق النار على المدنيين ووقعت هجمات متفرقة من جيش تحرير كوسوفو على القوات الحكومية.
عندما وصل فريق البعثة إلى مسرح مذبحة رتشاك، وجدوا «36 جثة، 23 منها ملقاة في حفرة». توصل تحقيق مستقل في الطب الشرعي إلى أن الجثث كانت بها أدلة على إصابة طلق ناري باليستي من مسافة بعيدة وآثار بقايا بارود على أيديهم، مما يشير إلى أنهم قتلوا نتيجة مناوشة مع قوات الشرطة اليوغوسلافية.

### عملية عين النسر
كانت عملية عين النسر جزءًا من بعثة التحقق خلال حرب كوسوفو باستخدام الطائرات التي ساهمت بها فرنسا وألمانيا وإيطاليا وهولندا والمملكة المتحدة والولايات المتحدة الأمريكية. ابتداءً من 17 أكتوبر 1998، كان الهدف هو مراقبة امتثال الحكومة اليوغوسلافية الفيدرالية لقرار مجلس الأمن التابع للأمم المتحدة رقم 1199، ولا سيما انسحاب القوات المسلحة من كوسوفو والامتثال لوقف إطلاق النار.
يتألف المراقبون من 1400 مراقب أرضي. نتيجة لأنشطة القوات اليوغوسلافية وغيرها من أشكال عدم الامتثال، انسحب المراقبون الميدانيون متذرعين «بمستوى غير مقبول من المخاطر لبعثة التحقق من دعم السلام»  نسخة محفوظة 12 يونيو 2007 على موقع واي باك مشين.، مما أدى إلى إنهاء التحقق الجوي في 24 مارس 1999.

## انسحاب
في آذار / مارس 1999، كانت هناك زيادة في انتهاكات وقف إطلاق النار من كلا الجانبين؛ مع زيادة المخاطر، تقرر سحب البعثة إلى أوخريد في مقدونيا الشمالية. كان رد فعل القوات اليوغوسلافية على الانسحاب «سهل الانقياد بشكل ملحوظ» وتم تقليص عدد أفراد طاقم البعثة إلى 250 عنصرًا.
بعد ذلك، بعد مغادرة البعثة، بدأت القوات الحكومية  حملة من القتل والاغتصاب والاعتقال والترحيل للسكان الألبان في كوسوفو.
فر اللاجئون إلى ألبانيا ومقدونيا والجبل الأسود؛ تم إتلاف وثائق العديد من اللاجئين. في أبريل 1999، قررت منظمة الأمن والتعاون في أوروبا أنه ينبغي على بعثة التحقق في كوسوفو المساعدة في التعامل مع فوضى اللاجئين. تم إرسال 70 محققًا إلى تيرانا، حيث ساعدوا في تنسيق الاستجابة للكوارث وإجراء مقابلات مع اللاجئين.